# Eemeli Väre

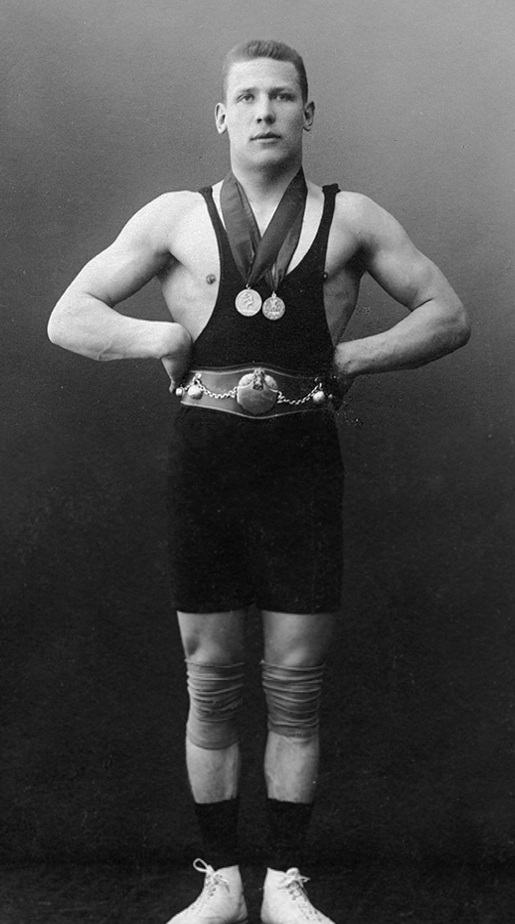
Eemeli Väre 1912

Eemeli (Emil) Ernst Väre (* 28. September 1885 in Kärkölä; † 31. Januar 1974 ebenda) war ein finnischer Ringer.

## Werdegang
Emil Väre war einer der besten finnischen Ringer aus den Anfangsjahren des modernen Ringens. Er stammte aus Viipuri und gehörte dem dortigen Ringerclub „Tarmo“ an. Im Jahr 1909 wurde er erstmals finnischer Meister im griechisch-römischen Stil in der Klasse bis 73 kg Körpergewicht.
Emil Väre nahm an vier internationalen Meisterschaften teil, die er alle gewann. 1911 wurde er Weltmeister in Helsinki im Mittelgewicht (bis 73 kg Körpergewicht). Er bestritt dabei 10 Kämpfe, gewann davon sieben und rang dreimal unentschieden. Im Jahr 1912 gewann er in Budapest die Europameisterschaft im Mittelgewicht (bis 75 kg Körpergewicht). Dabei sind Siege über Rezsö Steiner, Ungarn, Gyula Zólyomi, Ungarn, Max Beeskow, Deutschland und Arpád Miskey, Ungarn, dokumentiert.
Bei den Olympischen Spielen des gleichen Jahres in Stockholm gewann er die Goldmedaille im Leichtgewicht (bis 67,5 kg Körpergewicht) mit Siegen über Jan Balej, Böhmen, Jean Bouffechoux, Frankreich, Georg Baumann, Russland, Alessandro Covre, Italien, Edvin Matiasson, Schweden, und Gustaf Malmström, Schweden. Gegen Oscar Kaplur aus Russland musste er eine Niederlage einstecken, die sich aber nicht mehr negativ für ihn auswirkte.
Acht Jahre später, bei den Olympischen Spielen 1920 in Antwerpen, gelang Emil Väre in überzeugendem Stil ein zweiter Olympiasieg. Dabei schulterte er seine fünf Gegner Charles Frisenfeldt aus Dänemark, Fristz Christiansen aus Dänemark, Rohon aus Frankreich, Frits Janssens aus Belgien und Taavi Tamminen aus Finnland.

## Internationale Erfolge
(OS = Olympische Spiele, WM = Weltmeisterschaft, EM = Europameisterschaft, GR = griech.-röm. Stil, Le = Leichtgewicht, Mi = Mittelgewicht)
- 1911, 1. Platz, WM in Helsinki, GR, Mi, vor Theodor Tirkkanen, Finnland, Alfred Salonen, Finnland, Antti Kaista, Finnland und Oscar Kaplur, Russland;
- 1912, 1. Platz, EM in Budapest, GR, Mi, vor Arpád Miskey, Ungarn, József Sugár, Ungarn, Max Beeskow, Deutschland und Breznoticz, Ungarn;
- 1912, Goldmedaille, OS in Stockholm, Le, vor Gustaf Malmström, Schweden, Edvin Matiasson, Schweden, Ödön Radvany, Ungarn, Erik Lund, Schweden und Volmar Vikström, Finnland;
- 1920, Goldmedaille, OS in Antwerpen, GR, Le, vor Taavi Tamminen, Finnland, Frithjof Andersen, Norwegen, Charles Frisenfeldt, Dänemark und Frits Janssens, Belgien

## Finnische Meisterschaften
Emil Väre wurde finnischer Meister im Mittelgewicht in den Jahren 1909 und 1911. 1910 belegte er den 3. Platz.
- 1909, 1. Platz, GR, bis 73 kg, vor Alfred Salonen und Matias Holm
- 1910, 3. Platz, GR, bis 73 kg, hinter Vihtori Urvikko und Jaakko Pikkarainen
- 1911, 1. Platz, GR, bis 73 kg, vor Vihtori Urvikko und Fridolf Lundsten